# Claymore (zwaard)

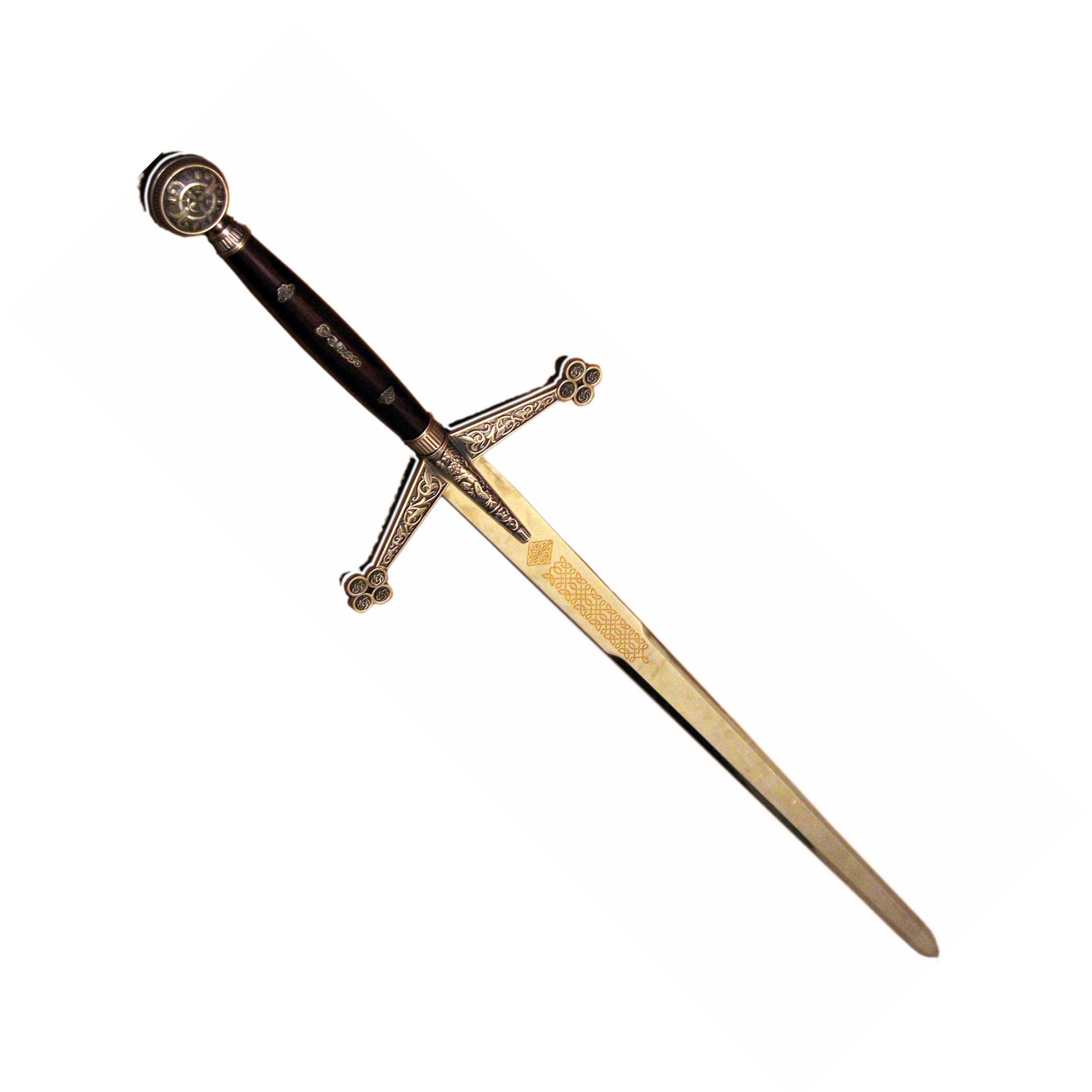
Replica van een Claymore met gekruist heft

De term claymore (/kleɪˈmɔr/, van het Schots-Gaelisch claidheamh mòr, "groot zwaard") verwijst naar twee verschillende types Schotse zwaarden, die met beide handen worden gebruikt.
Oorspronkelijk verwijst het naar een zwaard met twee snijkanten en een gekruist heft, waarvan de uiteinden meestal neerwaarts wezen. Het werd gebruikt door de Schotse hooglanders.
Sinds de 16e eeuw wordt de naam ook gebruikt voor een enkelzijdig ceremoniezwaard dat gebruikt werd door de Highland regiments van het British Army. 